# ユリ子のアロマ
『ユリ子のアロマ』は、2010年5月8日に公開された日本映画。監督は吉田浩太。

## ストーリー
アロマセラピストのユリ子は、勤務先の店舗のオーナーの甥である高校生・徹也の汗のにおいに欲情をおぼえ、徹也に対する思いを抑えられずにいた。
そこへ、指定客のアヤメが、ユリ子にアロマの指南を依頼してきた。

## キャスト
- ユリ子：江口のりこ - アロマセラピスト・匂いフェチ。徹也の匂いが気に入ってしまう。
- 徹也：染谷将太 - 高校生17歳。剣道部。おばのアロマに行ってから、ユリ子と秘密の関係になる。
- アヤメ：原紗央莉 - マッサージの常連客。ユリ子にアロマの勉強を依頼する。ユリ子に惚れている。
- みずえ：美保純 - 徹也のおばで、アロマサロンオーナー。ユリ子の才能を高く評価している。
- みほ：木嶋のりこ - 高校生。徹也の同級生で徹也の憧れの人。徹也の事を信頼している。
- いち：笠井しげ - 高校生。剣道部で徹也の同級生。みほに告白してOKをもらう。
- 中村邦晃
- 外間勝
- 鈴木ゆか
- 金子ゆい
- シゲル
- 中川慧
- 中澤宏介
- 大藤由佳
- 中村萌

## スタッフ
- 脚本・監督：吉田浩太
- 音楽：nkkr、戸村正芳
- 製作：後藤剛、小林洋一、日下部孝一、日下部圭子、多井久晃
- プロデュース：後藤剛、日下部孝一、日下部圭子
- 照明：渡辺大介
- 録音：島津未来介
- 美術：佐々木健一
- 助監督：鹿川裕史
- ラインプロデューサー：廣田孝
- 配給：ゼアリズエンタープライズ
- 配給協力：マコトヤ
- 制作：シャイカー
- 製作：シャイカー、エースデュース、ゼアリズエンタープライズ、マコトヤ、ワコー